# Сильвестр (озеро)
Сильвестр (англ. Lake Sylvester) — гірське озеро в Національному парку «Кагуранґі», в північно-західній частині острова Південний, регіон Тасман, Нова Зеландія.

## Географія
Озеро розташоване у гірському хребті Локетт, в альпійській улоговині над водосховищем Кобб в національному парку Кагуранґі, на висоті 1325 м над рівнем моря. За 0,5 км на захід розташоване Залізне озеро, за яким, трохи на північний захід розташована Залізна гора (1695 м), а за 2,5 км на південний схід розташоване водосховище Кобб. Озеро має овальну форму і простягається з північного заходу на південний схід на довжину близько 840 метрів, при максимальній ширині 395 метрів, з площею близько 0,27 км². Живлення за рахунок гірських джерел і потоків з льодовиків, що течуть з гір, а також з протоки озера Малий Сильвестр, яке розташоване поряд, за 100 м на південний захід. З озера витікає невеличка річка Сильвестр-Крик, яка впадає у водосховище Кобб. Озеро належить до водного басейну річки Такаки.